# Pseudococculina rugosoplicata
Pseudococculina rugosoplicata is een slakkensoort uit de familie van de Pseudococculinidae. De wetenschappelijke naam van de soort is voor het eerst geldig gepubliceerd in 1908 door Mattheus Marinus Schepman.
De soort werd verzameld tijdens de Siboga-expeditie in de Indische Archipel, zuidoostelijk van Celebes op 124° 39' OL, 6° 24' ZB.